# 接觸者追蹤

接觸者追蹤是指找到所有確診者接觸過的人（接觸者），針對這些人進行測試或監控，確認是否有感染。其目的是找到並且隔離確診者，避免疾病的擴散

接觸者追蹤（英語：Contact tracing）為一種公共衛生措施，指找出每位確診病患在近期可能接觸過的每個人（接觸者），並對這些人的後續情況進行追蹤。通常進行接觸者追踪的疾病包括結核病、麻疹等疫苗可預防的感染、性傳染病（包括 HIV）、血體液傳染病、伊波拉出血熱、一些嚴重的病原细菌和新型病毒感染（例如 SARS-CoV、H1N1、 和 SARS-CoV-2）。
接觸者追踪的目標是：
- 中斷正在進行的傳播並減少感染的傳播
- 提醒接觸者感染的可能性並提供預防服務或預防性護理
- 為已感染者提供診斷、諮詢和治療
- 如果感染是可治療的，以幫助防止最初感染的患者再次感染
- 了解特定人群中某種疾病的流行病學

幾十年來，接觸者追踪一直是公共衛生領域傳染病控制的支柱。 例如，天花的撲滅不是通過普遍免疫實現的，而是通過詳盡的接觸者追踪來找到所有感染者。  隨後隔離受感染者，並對周圍社區和有感染天花風險的接觸者進行免疫接種。